# Pseudoligosita elimiae
Pseudoligosita elimiae är en stekelart som först beskrevs av Gennaro Viggiani 1981.  Pseudoligosita elimiae ingår i släktet Pseudoligosita och familjen hårstrimsteklar. Inga underarter finns listade i Catalogue of Life.